# 第2高射特科群
第2高射特科群（だいにこうしゃとっかぐん、JGSDF 2nd Antiaircraft Artillery Group）は、陸上自衛隊松戸駐屯地（千葉県 松戸市）に群本部が駐屯する東部方面隊直轄の高射特科部隊である。

## 概要
航空自衛隊第1高射群とともに首都圏の防空を主任務とする。前出の理由から、陸上自衛隊の新型中距離地対空ミサイルである03式中距離地対空誘導弾が最初に配備された部隊となった。群長は1等陸佐（二）が充てられている。

## 沿革
- 1956年（昭和31年）1月25日：第2高射特科群が陸上自衛隊高射学校の隷下部隊として下志津駐屯地において編成完結。

※編成（群本部および本部中隊、第115特科大隊（40mm高射機関砲装備）、第119特科大隊（90mm高射砲M1装備）、第302高射運用隊）
- 1959年（昭和34年）3月21日：第115特科大隊（下志津駐屯地）がM51 75mm高射砲（Skysweeper）を装備する第123特科大隊、第124特科大隊に改編。
- 1960年（昭和35年）11月10日：第124特科大隊が下志津駐屯地から朝霞駐屯地に移駐し、東部方面隊の直轄となる。
- 1966年（昭和41年）8月3日：部隊移駐等。

1. 第2高射特科群が東部方面隊隷下に編入され、群本部および本部中隊、第302高射運用隊が下志津駐屯地から朝霞駐屯地に移駐。
2. 第119特科大隊、第123特科大隊は陸上自衛隊高射学校隷下に編成替え。

- 1967年（昭和42年）
  - 3月20日：第2高射特科群が地対空誘導弾ホークを運用する部隊として朝霞駐屯地において編成完結。

※編成（群本部および本部中隊、第103高射大隊、第103高射直接支援隊、第302高射運用隊）
- 8月10日：群本部および本部中隊、第103高射大隊本部および本部管理中隊、第3中隊、第303高射搬送通信隊本部、第302高射運用隊が朝霞駐屯地から松戸駐屯地に移駐。

- 1971年（昭和46年）3月25日：ホーク運用部隊へ改編。

1. 第302高射運用隊（松戸駐屯地）を廃止。
2. 第103高射大隊（松戸駐屯地）を廃止し、第305～第308射撃中隊を新編。

- 1972年（昭和47年）10月：部隊改編等。

1. 第305～第308射撃中隊が第305～第308高射中隊に改称。
2. 第303高射搬送通信隊が第302高射搬送通信中隊に改称。

- 2002年（平成14年）3月27日：後方支援体制変換に伴い、第103高射直接支援隊（松戸駐屯地）を廃止し、整備部門を東部方面後方支援隊第301高射直接支援中隊へ移管。
- 2007年（平成19年）
  - 3月28日：03式中距離地対空誘導弾導入に伴い、第308高射中隊（下志津駐屯地）を廃止・改編し、第334高射中隊を下志津駐屯地に新編。
  - 9月：03式中距離地対空誘導弾導入に伴い、第306高射中隊（朝霞駐屯地）を廃止・改編し、第335高射中隊を朝霞駐屯地に新編。
- 2008年（平成20年）3月26日：03式中距離地対空誘導弾導入に伴い、第307高射中隊（松戸駐屯地）を廃止・改編し、第336高射中隊を松戸駐屯地に新編。
- 2009年（平成21年）
  - 3月26日：03式中距離地対空誘導弾導入に伴い、第305高射中隊（朝霞駐屯地）を廃止・改編し、第337高射中隊を朝霞駐屯地に新編。
  - 3月30日：第337高射中隊が朝霞駐屯地から古河駐屯地へ移駐。
- 2023年（令和 5年）3月16日：対空戦闘指揮統制システム（ADCCS）導入に伴い、第301高射運用隊を松戸駐屯地に新編[1]。第2高射特科群に編合。

## 編成・駐屯地
編成
- 第2高射特科群本部
- 本部管理中隊「2高群-本」
  - 中隊本部
  - 群本部勤務班
  - 指揮小隊
  - 通信レーダ班
  - 衛生小隊
  - 補給班

- 第334高射中隊「334高射」
- 第335高射中隊「335高射」
- 第336高射中隊「336高射」
- 第337高射中隊「337高射」
- 第302高射搬送通信中隊「302高搬通」
- 第301高射運用隊

駐屯地
- 松戸駐屯地（千葉県松戸市）
  - 群本部および本部管理中隊
  - 第336高射中隊（訓練地：柏訓練場）
  - 第302高射搬送通信中隊
  - 第301高射運用隊
- 下志津駐屯地（千葉県千葉市）
  - 第334高射中隊
- 朝霞駐屯地（埼玉県新座市）
  - 第335高射中隊
- 古河駐屯地（茨城県古河市）
  - 第337高射中隊

## 整備支援部隊
- 第103高射直接支援隊「103高直支」（松戸駐屯地）：1967年（昭和42年）3月20日から2002年（平成14年）3月26日の間。
- 東部方面後方支援隊第301高射直接支援中隊「301高直支」（松戸駐屯地）：2002年（平成14年）3月27日から
  - 第1直接支援小隊（古河駐屯地）：第337高射中隊を支援
  - 第2直接支援小隊（朝霞駐屯地）：第335高射中隊を支援
  - 第3直接支援小隊（松戸駐屯地）：第336高射中隊を支援
  - 第4直接支援小隊（下志津駐屯地）：第334高射中隊を支援

## 主要幹部
| 官職名          | 階級    | 氏名     | 補職発令日     | 前職                                     |
| --------------- | ------- | -------- | -------------- | ---------------------------------------- |
| 第2高射特科群長 | 1等陸佐 | 寺島俊樹 | 2024年03月21日 | 統合幕僚監部総務部人事教育課人材育成班長 |

| 代 | 氏名       | 在職期間                        | 前職                                                          | 後職                                                |
| -- | ---------- | ------------------------------- | ------------------------------------------------------------- | --------------------------------------------------- |
| 01 | 大原秀二   | 1956年01月25日 - 1958年07月31日 |                                                               | 自衛隊栃木地方連絡部長                              |
| 02 | 池田敏雄   | 1958年08月01日 - 1961年07月31日 | 陸上自衛隊高射学校研究課長心得                                | 第1ロケット実験訓練隊長                             |
| 03 | 藤田博人   | 1961年08月01日 - 1963年03月15日 | 陸上自衛隊高射学校総務部長                                    | 陸上自衛隊高射学校副校長 兼 同校企画室長            |
| 04 | 隈元勝司   | 1963年03月16日 - 1964年07月15日 | 陸上自衛隊幹部学校学校教官                                    | 陸上自衛隊高射学校教育部長                          |
| 05 | 柴田大史郎 | 1964年07月16日 - 1966年10月11日 | 第107特科大隊長 兼 横浜駐とん地司令 →1964年7月1日 1等陸佐昇任 | 陸上自衛隊高射学校勤務                              |
| 06 | 毛利清喜   | 1966年10月12日 - 1968年07月15日 | 東部方面総監部第3部勤務 →1967年7月1日 1等陸佐昇任             | 陸上自衛隊高射学校付 →1968年8月1日 同校作戦評価室長 |
| 07 | 高田不二男 | 1968年07月16日 - 1970年07月15日 | 陸上幕僚監部付                                                | 陸上幕僚監部第2部見積班長                           |
| 08 | 三上哲男   | 1970年07月16日 - 1972年07月16日 | 陸上自衛隊幹部学校研究員                                      | 自衛隊富山地方連絡部長                              |
| 09 | 千崎互松   | 1972年07月17日 - 1974年07月15日 | 陸上自衛隊富士学校学校教官                                    | 陸上自衛隊高射学校学校教官                          |
| 10 | 酒井鶴夫   | 1974年07月16日 - 1976年03月15日 | 陸上幕僚監部募集課募集班長                                    | 陸上幕僚監部第1部勤務                               |
| 11 | 黒田宜男   | 1976年03月16日 - 1978年03月15日 | 陸上自衛隊高射学校学校教官                                    | 東部方面総監部付 →1978年7月1日 退職                 |
| 12 | 名川寛     | 1978年03月16日 - 1980年03月16日 | 陸上幕僚監部教育訓練部付                                      | 陸上自衛隊高射学校作戦評価室長                      |
| 13 | 細谷集三   | 1980年03月17日 - 1982年03月15日 | 陸上自衛隊高射学校勤務                                        | 陸上自衛隊高射学校研究員                            |
| 14 | 堂建二     | 1982年03月16日 - 1984年03月15日 | 都城駐とん地業務隊長                                          | 陸上自衛隊幹部学校研究員                            |
| 15 | 中嶋平満   | 1984年03月16日 - 1986年03月16日 | 陸上幕僚監部装備部武器・化学課 誘導武器班長                   | 陸上自衛隊高射学校研究員                            |
| 16 | 久保田和弘 | 1986年03月17日 - 1988年08月01日 | 陸上幕僚監部調査部調査第2課 調査第3班長                       | 退職                                                |
| 17 | 野澤敏彦   | 1988年08月01日 - 1991年07月31日 | 陸上自衛隊幹部学校学校教官                                    | 第1高射特科団副団長                                 |
| 18 | 樋口讓次   | 1991年08月01日 - 1993年06月30日 | 自衛隊大阪地方連絡部募集課長                                  | 東北方面総監部人事部長                              |
| 19 | 前原清隆   | 1993年07月01日 - 1995年06月29日 | 陸上幕僚監部教育訓練部付                                      | 第2高射特科団副団長                                 |
| 20 | 古川照久   | 1995年06月30日 - 1997年12月07日 | 陸上幕僚監部調査部調査第1課 保全班長                          | 中部方面総監部総務部長                              |
| 21 | 石原耕藏   | 1997年12月08日 - 2000年03月31日 | 陸上自衛隊高射学校研究部長                                    | 陸上自衛隊関東補給処総務部長                        |
| 22 | 小原繁     | 2000年04月01日 - 2002年07月31日 | 陸上幕僚監部衛生部企画室                                      | 自衛隊佐賀地方連絡部長                              |
| 23 | 西村吉章   | 2002年08月01日 - 2004年11月30日 | 陸上自衛隊小平学校学校教官                                    | 陸上自衛隊小平学校人事教育部長                      |
| 24 | 星野喜布   | 2004年12月01日 - 2007年03月22日 | 陸上自衛隊少年工科学校総務部長                                | 技術研究本部 技術開発官（誘導武器担当）付 総括室長  |
| 25 | 高橋行雄   | 2007年03月23日 - 2009年03月31日 | 陸上自衛隊高射学校主任教官                                    | 自衛隊長野地方協力本部長                            |
| 26 | 武本茂     | 2009年04月01日 - 2011年07月31日 | 陸上幕僚監部人事部人事計画課 予備自衛官室長                   | 自衛隊静岡地方協力本部長                            |
| 27 | 許斐輝幸   | 2011年08月01日 - 2013年07月31日 | 東部方面総監部総務部総務課長                                  | 自衛隊茨城地方協力本部長                            |
| 28 | 古賀安彦   | 2013年08月01日 - 2015年07月31日 | 陸上自衛隊高射学校主任教官                                    | 海田市駐屯地業務隊長                                |
| 29 | 梶原新吾   | 2015年08月01日 - 2017年03月22日 | 陸上幕僚監部監理部総務課 監理班長                             | 陸上幕僚監部監理部総務課 情報公開・個人情報保護室長 |
| 30 | 力久健     | 2017年03月23日 - 2019年07月31日 | 第2師団司令部第3部長                                          | 第13旅団司令部幕僚長                                |
| 31 | 北大蔵     | 2019年08月01日 - 2021年12月21日 | 統合幕僚監部防衛計画部計画課 業務計画班長                     | 陸上幕僚監部防衛部防衛課防衛調整官                  |
| 32 | 西永正孝   | 2021年12月22日 - 2024年03月20日 | 陸上総隊司令部情報部情報第2課長                               | 陸上自衛隊高射学校第1教育部長                       |
| 33 | 寺島俊樹   | 2024年03月21日 -                | 統合幕僚監部総務部人事教育課 人材育成班長                     |                                                     |

## 主要装備
- 1/2tトラック / 73式小型トラック
- 1 1/2tトラック / 73式中型トラック
- 3 1/2tトラック / 73式大型トラック
- 高機動車（通信用）
- 1トン半救急車
- 03式中距離地対空誘導弾
- 対空戦闘指揮統制システム（ADCCS）
- 対空レーダ装置 JTPS-P14
- 89式5.56mm小銃
- 12.7mm重機関銃M2
- 84mm無反動砲
- 9mm拳銃

## 廃止（改編）部隊
- 2002年（平成14年）3月26日廃止
  - 第103高射直接支援隊「103高直支」（松戸駐屯地）：東部方面後方支援隊第301高射直接支援中隊に改編。
- 2007年（平成19年）3月27日廃止
  - 第308高射中隊「308高」（下志津駐屯地）：第334高射中隊に改編。
- 2007年（平成19年）9月廃止
  - 第306高射中隊「306高」（朝霞駐屯地）：第335高射中隊に改編。
- 2008年（平成20年）3月26日廃止
  - 第307高射中隊「307高」（松戸駐屯地）：第336高射中隊に改編。
- 2009年（平成21年）3月25日廃止
  - 第305高射中隊「305高」（朝霞駐屯地）：第337高射中隊に改編。